# Салуса Секундус
Салуса Секундус (англ. Salusa Secundus) — вымышленная планета из вселенной Дюны. Это родовая планета Дома Коррино — Великого Дома, управлявшего всей известной вселенной до и во время событий, описываемых в романе Дюна.
Салуса Секундус была столицей Империи до времён Батлерианского джихада. Это была превосходная во всех отношениях планета до тех пор, пока она не была уничтожена атомной бомбардировкой. После этого Салусу Секундус стали называть «планетой-тюрьмой» Императоров Коррино. Столица Империи была перенесена на Кайтайн, а Салуса стала тренировочной базой имперских сардаукаров.

## Салуса Секундус в произведениях «Дюны»

### Дюна (роман)
В «Терминологии Империи» Фрэнк Герберт сообщает, что это третья планета у Гаммы Вайпинь. На этой планете была вторая остановка на пути странствий дзенсуннитов. Фременские легенды говорят, что на ней Странники Дзенсунни в течение девяти поколений находились в рабстве.

## Планета-каторга в фантастике
Салуса Секундус стала одним из первых примеров использования в научной фантастике образа «планеты-каторги» с тяжёлыми условиями для жизни. Другими известными реализациями того же образа являются:
- планета Омега в книге Роберта Шекли «Цивилизация Статуса» (1960)
- Луна в книге Роберта Хайнлайна «Луна жестко стелет»(«Луна — суровая хозяйка») (англ. The Moon Is a Harsh Mistress, 1966)
- Луна в мини-сериале «Космическая граница» (англ. Frontier in Space, 1973), показанном в рамках телесериала «Доктор Кто»
- планета Кессель (англ. Kessel), упоминаемая в фильме «Звёздные войны. Эпизод IV: Новая надежда» (1977)
- планета Фиорина «Фьюри» 161 в фильме «Чужой 3» (1992)[1]
- Лайокукая — планета-тюрьма в книге Гарри Гаррисона «Стальная Крыса поёт блюз»
- планета Трясина в книге Уильяма Дитца «Планета-тюрьма»
- тюремная планета Крематория в фильме «Хроники Риддика»
- планета-тюрьма в фильме «Противостояние» (англ. The Оne) режиссёра Джета Ли
- планета-тюрьма строгого режима Матросская Тишина в игре Дмитрия «Гоблина» Пучкова «Санитары подземелий»
- планета Шеол в одноименном рассказе Кордвейнера Смита (англ. A Planet Named Shayol, 1961)